# العلاقات البيلاروسية الميكرونيسية
العلاقات البيلاروسية الميكرونيسية هي العلاقات الثنائية التي تجمع بين روسيا البيضاء وولايات ميكرونيسيا المتحدة.

## مقارنة بين البلدين
هذه مقارنة عامة ومرجعية للدولتين:
| وجه المقارنة                                              | روسيا البيضاء                    | ولايات ميكرونيسيا المتحدة |
| --------------------------------------------------------- | -------------------------------- | ------------------------- |
| المساحة (كم2)                                             | 207.60 ألف                       | 702                       |
| عدد السكان (نسمة)                                         | 9.50 مليون                       | 105.54 ألف                |
| الكثافة السكانية (ن./كم²)                                 | 45.76                            | 15.03 ألف                 |
| العاصمة                                                   | مينسك                            | باليكير                   |
| اللغة الرسمية                                             | اللغة البيلاروسية، اللغة الروسية | لغة إنجليزية              |
| العملة                                                    | روبل بلاروسي                     | دولار أمريكي              |
| الناتج المحلي الإجمالي (بليون دولار)                      | 54.44 مليار                      | 336.43 مليون              |
| الناتج المحلي الإجمالي (تعادل القوة الشرائية) بليون دولار | 168.35 مليار                     | 365.27 مليون              |
| الناتج المحلي الإجمالي الاسمي للفرد دولار أمريكي          | 5.74 ألف                         | 3.02 ألف                  |
| الناتج المحلي الإجمالي للفرد دولار أمريكي                 | 18.18 ألف                        |                           |
| مؤشر التنمية البشرية                                      | 0.798                            | 0.640                     |
| رمز المكالمات الدولي                                      | +375                             | +691                      |
| رمز الإنترنت                                              | .by، .бел                        | .fm                       |
| المنطقة الزمنية                                           | ت ع م+03:00                      |                           |

## منظمات دولية مشتركة
يشترك البلدان في عضوية مجموعة من المنظمات الدولية، منها:
| علم المنظمة | اسم المنظمة                               | تاريخ انضمام روسيا البيضاء | تاريخ انضمام ولايات ميكرونيسيا المتحدة |
| ----------- | ----------------------------------------- | -------------------------- | -------------------------------------- |
|             | مؤسسة التمويل الدولية                     | 2 نوفمبر 1992              | 24 يونيو 1993                          |
|             | منظمة حظر الأسلحة الكيميائية              | ?                          | ?                                      |
|             | الأمم المتحدة                             | 24 أكتوبر 1945             | 17 سبتمبر 1991                         |
|             | الاتحاد الدولي للاتصالات                  | 7 مايو 1947                | 18 مارس 1993                           |
|             | البنك الدولي للإنشاء والتعمير             | 10 يوليو 1992              | 24 يونيو 1993                          |
|             | المركز الدولي لتسوية المنازعات الاستشارية | 9 أغسطس 1992               | 24 يوليو 1993                          |
|             | وكالة ضمان الاستثمار متعدد الأطراف        | 3 ديسمبر 1992              | 11 أغسطس 1993                          |
|             | يونسكو                                    | 12 مايو 1954               | 19 أكتوبر 1999                         |

## وصلات خارجية
- موقع وزارة الخارجية البيلاروسية